# Bưởi (phường)
Bưởi là một phường thuộc quận Tây Hồ, thành phố Hà Nội, Việt Nam.

## Địa lý
Phường có diện tích 1,4 km², dân số năm 2022 là 25.838 người, mật độ dân số đạt 18.455 người/km².
Địa giới hành chính phường Bưởi:
- Phía bắc và đông giáp hồ Tây
- Phía nam giáp quận Ba Đình
- Phía tây giáp phường Xuân La.